# Batalla de Culloden
La batalla de Culloden [Cùil Lodair en gaèlic escocès] (16 d'abril de 1746) va ser el xoc final entre jacobites i partidaris de la Casa de Hannover durant l'aixecament jacobita de 1745. Fou l'última batalla lliurada en sòl britànic fins ara, i va suposar per a la causa jacobita (la Restauració anglesa de la Casa d'Estuard al tron del Regne de la Gran Bretanya) la derrota definitiva de la que mai es va recuperar.
Els jacobites, majoritàriament escocesos de les Terres altes d'Escòcia, donaven suport a les reclamacions al tron de la Gran Bretanya de Carles Eduard Stuart (també conegut com a Bonnie Prince Charlie o «El jove pretendent»), fill de Jaume III d'Anglaterra i VIII d'Escòcia. Se'ls s'oposava l'exèrcit britànic, liderat per Guillem August de Cumberland, el fill menor del sobirà Jordi II de Gran Bretanya, membre de la Casa de Hannover.
Després de la batalla, la crueltat del victoriós exèrcit britànic va fer guanyar al seu general el malnom de "Cumberland el Carnisser". Carles Estuard va fugir de la Gran Bretanya i va viure a l'exili fins que va acabar els seus dies amb severs problemes de beguda, a Roma, sense tornar a intentar mai aconseguir el tron. Les represàlies civils van ser també severes. Es van promulgar lleis que van desmantellar el sistema feudal de clans dels escocesos de les Terres Altes, i fins i tot les gaites i la vestimenta tradicional de la zona van ser declarades il·legals.

## Antecedents
El Príncep Carles III d'Anglaterra i Escòcia, conegut afectuosament entre els seus partidaris com "Bonnie Prince Charlie" o "El jove pretendent", va aconseguir aixecar un exèrcit compost principalment per clans de les Terres altes d'Escòcia amb el qual va prendre Edimburg i va derrotar l'Exèrcit Reial estacionat a Escòcia a la batalla de Prestonpans. Davant d'aquest nou perill, el govern britànic va començar a repatriar algunes de les tropes desplegades a Flandes contra l'exèrcit francès (Guerra de Successió Austríaca) per ocupar-se de la revolta jacobita.
Després d'una llarga espera, Carles va persuadir als seus generals que els jacobites anglesos podien organitzar una revolta a nivell nacional, que seria recolzada per una invasió francesa. Sota aquesta suposició, l'exèrcit de prop de 5.000 homes va envair Anglaterra el 8 de novembre de 1745, i va avançar a través de Carlisle i Manchester fins a Derby, posició des de la que semblava amenaçar Londres, el que va dur a Jordi II a fer plans per traslladar el govern a Hannover. Les forces jacobites es van trobar fins a aquest moment amb una resistència gairebé testimonial. No obstant això, els problemes s'acumulaven per al jove Carles: hi va haver molt poc suport per part de la població civil cap als jacobites, dos exèrcits sota el comandament del general George Wade i Guillem August de Cumberland s'estaven aproximant, la invasió francesa s'endarreria, s'estava formant una milícia a Londres, i van arribar informes (ficticis) d'un tercer exèrcit planant sobre ells. El general jacobita Lord George Murray i la resta del Consell de Guerra van insistir a donar la volta i tornar a Escòcia per aixecar un exèrcit major, i el 6 de desembre de 1745 es va iniciar la retirada, amb el Príncep deixant el comandament a Murray.
Les forces jacobites van arribar Glasgow el 25 de desembre, on es van reabastir i se'ls van unir alguns milers d'homes. Allà es van enfrontar i van vèncer les forces comandades pel general Henry Hawley prop de Falkirk. El Duc de Cumberland va arribar a Edimburg el 30 de gener i va prendre el comandament de l'exèrcit en fuga, rellevant a Hawley, i després va marxar cap al nord seguint la costa i rebent subministraments per via marítima. Reorganitzà les seves forces en Aberdeen, i va passar sis setmanes sotmetent les seves tropes a un dur entrenament.
Mentrestant, les forces governamentals seguien pressionant a Carles, que es va retirar cap al nord, perdent homes i aconseguint la captura dels castells de Stirling i Fort William. Carles va tornar a prendre el comandament de l'exèrcit, insistint a adoptar una actitud defensiva.

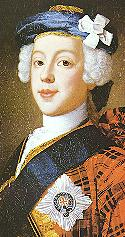
El jove pretendent, Carles III d'Anglaterra i Escòcia.

### Exèrcit jacobita
- Gairebé tres quartes parts de l'exèrcit jacobita estava format per clans de les Terres altes d'Escòcia, mentre l'altre quart procedia de les Terres baixes d'Escòcia. La majoria dels Highlanders eren catòlics, però més d'un terç era de confessió episcopaliana.
- Tots els Lowlanders procedien del nord-est, al nord del Riu Tay, i eren episcopalians, de manera que aquests sumaven una mica més de la meitat de les forces totals, però, la presència dels Lowlanders quedava dissimulada per la seva tendència a vestir roba de les Terres altes d'Escòcia, com si fos una espècie d'uniforme jacobita.
- Només un 20-25% dels Highlanders estaven armats amb espases. Alguns tenien piques o destrals, i la resta feien servir armes improvisades o capturades.
- Durant la invasió d'Anglaterra, prop de 300 episcopalians anglesos de Manchester van formar un regiment, però van ser deixats enrere per a una acció de rereguarda a Carlisle.
- A finals de novembre van arribar a Escòcia alguns vaixells francesos amb 800 homes dels Écossais Royeaux (Royal Scots) i la Brigada Irlandesa, regiments de l'exèrcit francès. Van ser un reforç benvingut, ja que molts Highlanders havien tornat a casa després de la victòria de Falkirk, i l'exèrcit estava molt mal aprovisionat i mancat de racions.
- L'exèrcit jacobita que va combatre a Culloden incloïa homes dels clans Stuart, MacDonald de Keppoch, Macdonnell de Glengarry, MacDonald del Clan Ranald, Cameron, Gordon, Fraser, MacLean, MacLeod, Ogilvy, Chisholm, MacLaren, MacBain, MacLachlan i la Confederació chatter del Clan Mackintosh i el Clan Farquharson.

### Exèrcit britànic
L'Exèrcit Britànic sota el comandament de Cumberland, reunit i entrenat a Aberdeen, estava ben proveït. Incloïa:
- Tres regiments de cavalleria: els dragons del Clan Kerr protegien el flanc esquerre, liderats per Lord Mark Kerr, cap del clan. Segurament incloïen també alguns Hanover alemanys.
- Dotze batallons d'Infanteria, dos terços dels quals eren anglesos. El terç restant estava compost de clans escocesos de les Terres altes d'Escòcia i les Terres baixes d'Escòcia:
  - Un batalló i una milícia procedien gairebé en exclusiva dels Highlanders del Clan Campbell. Altres Highlanders que van combatre pel govern a la batalla de Culloden incloïen homes del Clan Munro i el Clan Ross, que havien lluitat abans pels britànics contra els francesos a la batalla de Fontenoy. També hi eren presents membres d'altres clans, com el Clan Sutherland i el Clan Grant.
  - Tres batallons de lowlanders formaven com soldats de peu i van combatre pel govern a Culloden. En formaven part el Clan Cathcart, Clan Colville, Clan Sempill, Clan Kerr i el Clan Cunningham (aquests últims formant una bateria d'artilleria). La majoria d'aquests clans es va batre formant regiments mixtes, com el del regiment del carrer dels Royal Scots, i alguns fins i tot sota el nom de l'oficial anglès al que servien, com el Regiment Barrel d'infanteria.
- Molts altres clans de les Terres altes d'Escòcia, com els MacKay i els Gunn, es van alinear amb el govern durant la revolta, però se'ls van assignar altres tasques militars. Per exemple, el Clan MacKay interceptà i capturà or i subministraments destinats al líder jacobita abans de la batalla.

## Batalla

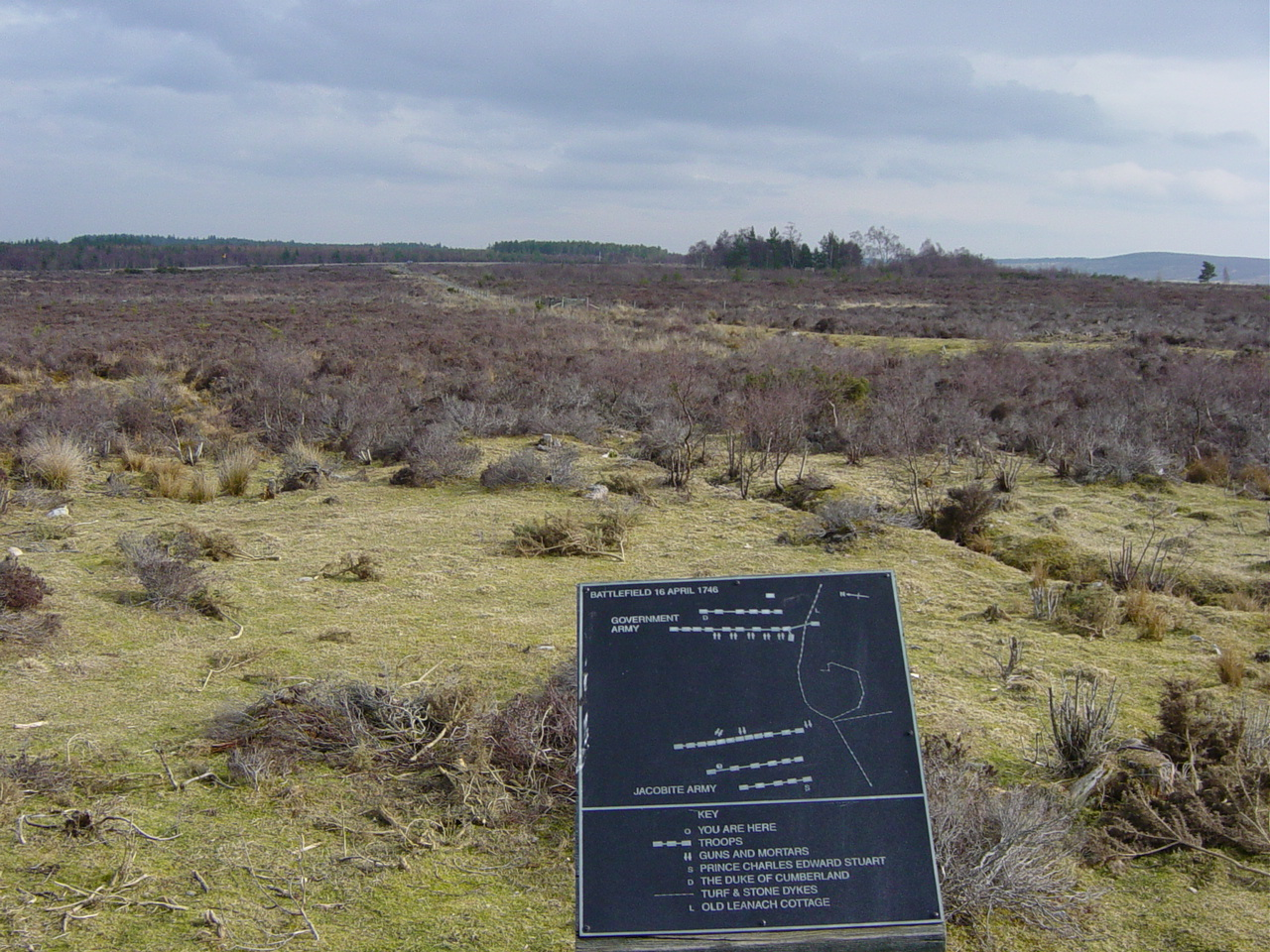
Vista del camp de batalla de Culloden des de les línies inicials jacobites, en el cartell pot apreciar la distribució de les forces.

El Duc de Cumberland i el seu exèrcit de prop de 8.000 homes van arribar a Nairn el 14 d'abril. Les forces jacobites, que sumaven un total aproximat de 5.400 homes, van deixar la seva base d'Inverness, amb la major part dels seus subministraments, i es van reunir a uns 8 km a l'est, prop de Drummossie, a 19 km de Nairn. El Príncep Carles va decidir prendre el comandament directe de les tropes, i seguint el consell del seu ajudant general, el secretari O'Sullivan, va ordenar combatre en una acció defensiva al pantà de Drummossie, una franja de terreny pantanós tancada entre l'emmurallada Culloden al nord i els murs de Culloden Park al sud. Lord George Murray argumentà obertament que "no m'agrada el terreny", i al costat d'altres oficials superiors va indicar que l'aspre terreny era molt avantatjós per al Duc: la superfície irregular dificultava en extrem la famosa càrrega Highland que els havia donat la victòria en batalles anteriors, i el terreny podia ser batut des de diversos fronts per la superior artilleria dels britànics. En vista de la seva inferioritat numèrica i material, van intentar convèncer el príncep de adoptés una campanya de guerrilla, però aquest va refusar canviar d'opinió.
A més es va donar el cas que el 15 d'abril, l'exèrcit governamental celebrava l'aniversari del Duc de Cumberland amb una gran festa, incloent begudes alcohòliques. Murray va suggerir que intentessin repetir l'èxit de la batalla de Prestonpans utilitzant un atac nocturn sobre el campament britànic. Però els famèlics Highlanders, que només havien menjat un pa de pessic sec cada un durant tot el dia, estaven encara a uns 3 km a punta de dia, de manera que es van veure obligats a retrocedir, i després dispersar-se a la recerca de menjar i una mica de son en alguna rasa o cobert. Molts d'ells jeien exhausts en els terrenys al voltant de Culloden House al llarg de la batalla.

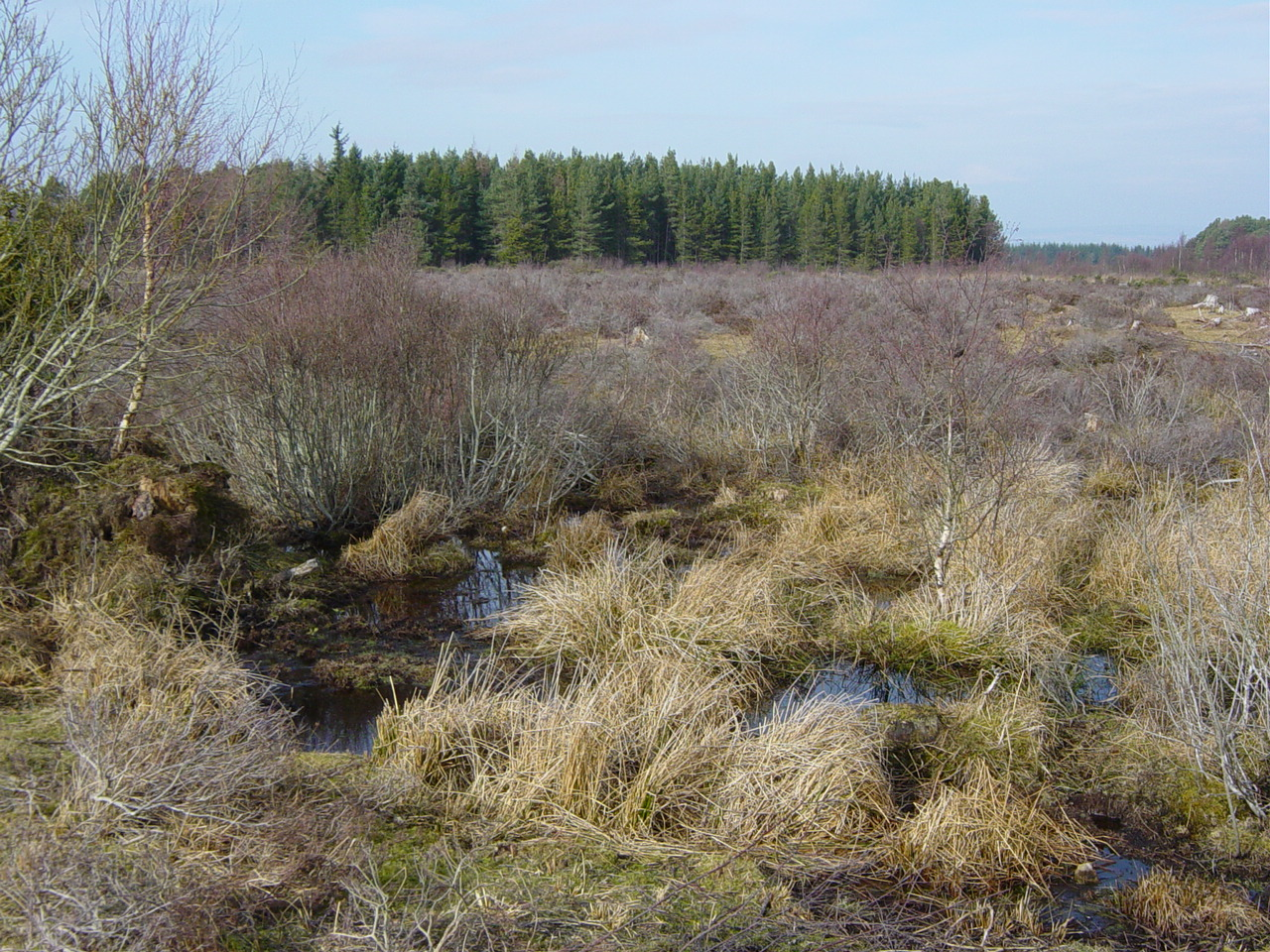
Maresma de Culloden, mirant de nord a sud, cap al bosc de Culloden Park.

El 16 d'abril d'hora, l'exèrcit governamental va marxar des de Nairn, i els canons jacobites van donar l'alarma (que no tots van sentir) per tal de fer formar les tropes en dues línies. La línia frontal d'exhaustos soldats de peu tenia els canons disponibles formats en el seu centre i els seus flancs. La segona línia estava constituïda pels regiments de cavalleria, esgotats després de la marxa nocturna, i els regiments escocès i irlandès de l'exèrcit francès. El temps era molt dolent, amb un vent fred llançant plugim en direcció a les cares dels jacobites. Les forces del Duc de Cumberland van arribar al camp de batalla cap a les 11 del matí i es van desplegar també en dues files, davant les jacobites que els esperaven ja formats. El flanc esquerre britànic estava recolzat en un mur de pedra baix que corria al llarg del camp que delimitava amb Culloden Park. Els dragons a cavall i la milícia es van desplegar més enllà del mur, per infiltrar-se pel parc i envoltar el flanc jacobita. L'artilleria de Carles, superada en nombre en proporció de tres a un, va obrir foc primer, però el seu baix nombre i la manca d'artillers experimentats van fer que el seu impacte fos escàs.

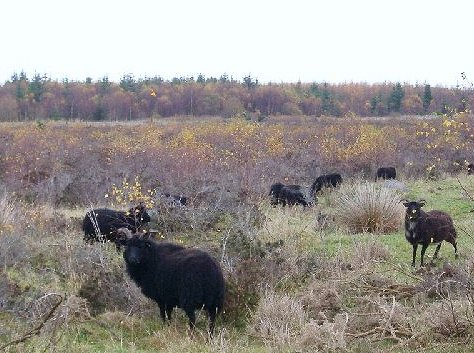
Una altra vista de la maresma mirant de nord a sud. Pot apreciar-se el mur sud just en la línia d'arbres.

Durant la primera mitja hora de la batalla, l'artilleria britànica, superior en tècnica i en nombre, es va dedicar a piconar les línies jacobites pràcticament a plaer, mentre Carles, que es trobava molt per darrere de les seves forces per no caure víctima del canoneig enemic, esperava que les forces governamentals iniciessin el seu avanç, fermament decidit a lluitar a la defensiva com pretenia. Inexplicablement, el va portar gairebé trenta minuts adonar-se que Cumberland no tenia cap pressa per posar-se a l'abast d'una càrrega de la infanteria Highlander, i que semblava sentir-se perfectament a gust deixant que la seva artilleria fes el treball el màxim de temps possible. Per als seus homes, que mantenien la formació sota el canoneig britànic, van haver de ser trenta minuts llarguíssims. De fet, encara que el terreny tou dels aiguamolls minimitzava les baixes, la moral de les tropes començava a decaure. Diversos caps de clan, furiosos per la falta d'activitat, van pressionar al Príncep perquè donés l'ordre de càrrega.
Quan aquesta va arribar finalment, els McDonald refusaren carregar, molestos per haver estat desplegats en el flanc esquerre prescindint del seu tradicional dret a formar a l'altre costat (quan es combat amb espasa i escut, hi ha molta diferència entre un o altre flanc en una línia de batalla). El clan Chatter va ser el primer a carregar, però van ensopegar amb una àrea de terreny especialment tova i van haver de desviar-se cap a la dreta, de manera que obstruïren l'avanç dels regiments que els seguien, i l'atac en general va començar a encaixonar cap al mur sud. Els higlanders avançaren cap al flanc esquerre de les tropes governamentals, rebent pel camí diverses salves de foc de mosquet i artilleria, que havia passat a disparar metralla.
Malgrat tot, una gran quantitat de jacobites van aconseguir arribar fins a les files governamentals. No obstant això, a diferència de batalles anteriors, la seva càrrega va ser descoordinada, amb el que van arribar en grups petits i dispersos. La recentment introduïda baioneta, sumada a les setmanes d'entrenament que Cumberland havia forçat al seu exèrcit, van permetre als britànics repel·lir la majoria dels atacs. Només una empenta especialment forta va aconseguir sobrepassar la primera línia, però va ser aturada i esclafada per les tropes de la segona línia de Cumberland.
Un capità del regiment de Munro va relatar després: "Enmig d'aquesta acció, l'oficial al comandament dels Camerons em va llançar un crit demanant quarter, que vaig refusar, i vaig reptar el bribó rebel que avancés. Ho va fer, i em va disparar, però providencialment va fallar. El vaig deixar sec d'un tret, i em vaig quedar la seva pistola i la seva dirk. "
Mentre prosseguia l'atac, una petita força de tropes governamentals havia trencat el mur del parc, i la milícia de Campbell va avançar sense ser vista, per a després utilitzar el mur com parapet i obrir foc de flanc contra les línies jacobites. Sumat al tiroteig brutal que els arribava del front, i amenaçats per la cavalleria, que podien veure desplegada en ordre de combat després de la primera línia britànica, va obligar els jacobites a retrocedir. El Duc va ordenar llavors carregar a la seva cavalleria contra les forces en fuga, però el petit contingent irlandès i escocès de tropes regulars va cobrir la retirada, reduint les baixes.
En poc més de 60 minuts, el Duc de Cumberland havia aconseguit una victòria aclaparadora. Prop de 1.250 jacobites havien mort, una quantitat similar jeien ferits en el camp de batalla, i 558 van ser fets presoners. A canvi, les forces de Cumberland havien patit 52 morts i 259 ferits.

## Conseqüències

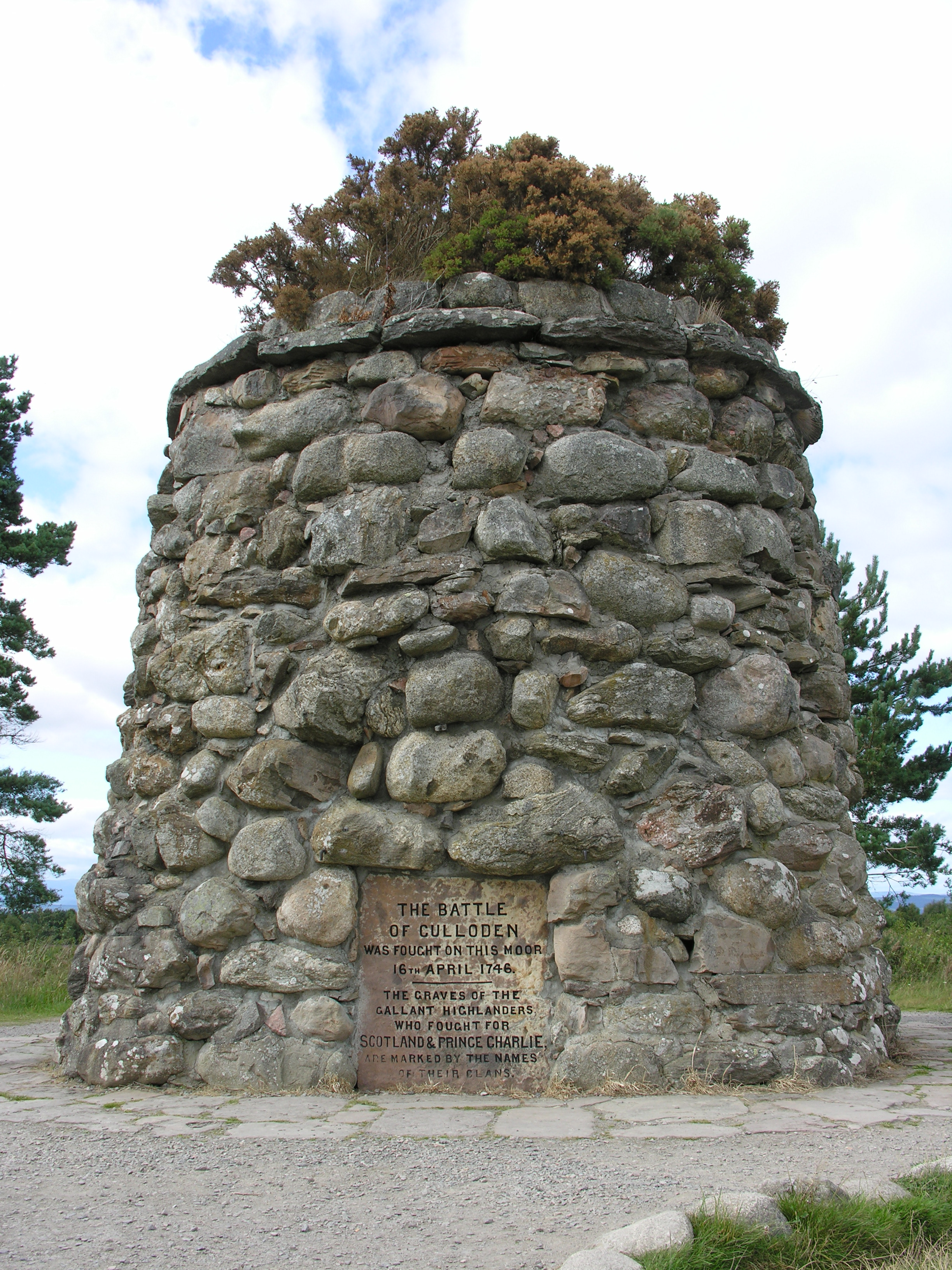
Memorial de la batalla ubicat a Culloden.

Després de la victòria, Cumberland va ordenar als seus homes l'execució de tots els jacobites ferits i presoners, un acte pel qual va ser conegut des de llavors com "Cumberland el Carnisser". Es va respectar la vida dels presoners de més alt rang, que van ser jutjats i executats posteriorment a Inverness.
Després de la derrota a la batalla de Culloden en abril de 1745 durant l'últim aixecament jacobita, el príncep Carles III d'Anglaterra i Escòcia, amb 25 anys, i un reduït regiment, van aconseguir escapar cap al nord i navegar pel mar de les Hèbrides, mentre s'oferien 30.000 £ per la captura del príncep. viatjar a l'illa d'Uist, on el capità Malcolm Macleod el va traslladar a l'illa de Elgol a casa de la seva germana, casada amb el capità John MacKinnon, afí a la causa jacobita.
Juntament amb altres membres de la família, John MacKinnon va portar el príncep fins Mallaig, on es va trobar davant les tropes enemigues del govern. A punt de ser capturats, Carles, John i un reduït grup dels seus seguidors van aconseguir escapar de l'Illa de Skye, refugiant-se en la casa de Angus Macdonald de Borrodale. Estant el príncep sota la seva protecció, John McKinnon va donar per acabada la seva tasca. Segons Robin Nicholson, director de l'empresa de licor Drambuie SL, el príncep, que havia perdut tots els béns, el va obsequiar com a premi a la lleialtat amb la recepta del seu eau de vie ("aigua de vida"), nom equivalent en francès del terme gaèlic uisce beatha que donaria lloc al terme anglès whisky.
El regal del príncep va ser conservat per la família MacKinnon, que van elaborar diferents variacions de la recepta original, fent-se coneguda a la zona com dram buidhe (en gaèlic, la beguda groga) o an Dram Buidheach (en gaèlic, la beguda que satisfà).
Carles va aconseguir finalment fugir a França en una dramàtica encara que humiliant fuga disfressat com donzella de Flora Macdonald, després de sobreviure durant cinc mesos a Escòcia. Després d'això va passar la resta de la seva vida refugiat a diferents corts reials europees. John va tornar llavors a Skye, on ell i Iain Dubh, el cacic de clan, així com Flora Macdonald i altres jacobites, van ser detinguts finalment i empresonats a Londres a l'espera del judici. No obstant això, dos anys més tard, van ser alliberats i retornats a casa, on van trobar que les seves propietats havien estat abandonades per la família en la seva fugida.
Immediatament després de la batalla, Cumberland va entrar a cavall a Inverness amb l'espasa desembeinada i encara tacada de sang, un gest simbòlic i molt amenaçador. L'endemà, la matança va continuar quan es van enviar patrulles de tornada al camp de batalla per acabar amb qualsevol possible supervivent. Les fonts contemporànies indiquen que van morir 70 jacobites més. Per ordre de Cumberland es van buidar les presons de presos britànics, per tal de deixar lloc als simpatitzants jacobites. Molts van ser portats al sud cap a Londres, on van ser jutjats per alta traïció a Berwick, York i el mateix Londres. Es van realitzar execucions indiscriminades, matant a un acusat de cada vint. En total, 3.470 jacobites i simpatitzants van ser arrestats després de la batalla de Culloden. D'aquests, 120 van ser executats, 88 van morir a la presó, 936 van ser deportats a les colònies com a esclaus i 222 es van esvair sense deixar rastre dins del sistema judicial britànic. Encara que gairebé tots els altres van ser alliberats en un moment o altre, es desconeix el destí final de gairebé 700 d'ells. Cumberland es va mostrar també sense misericòrdia amb els desertors del seu propi exèrcit: 36 que va capturar posteriorment van ser executats de forma sumària.

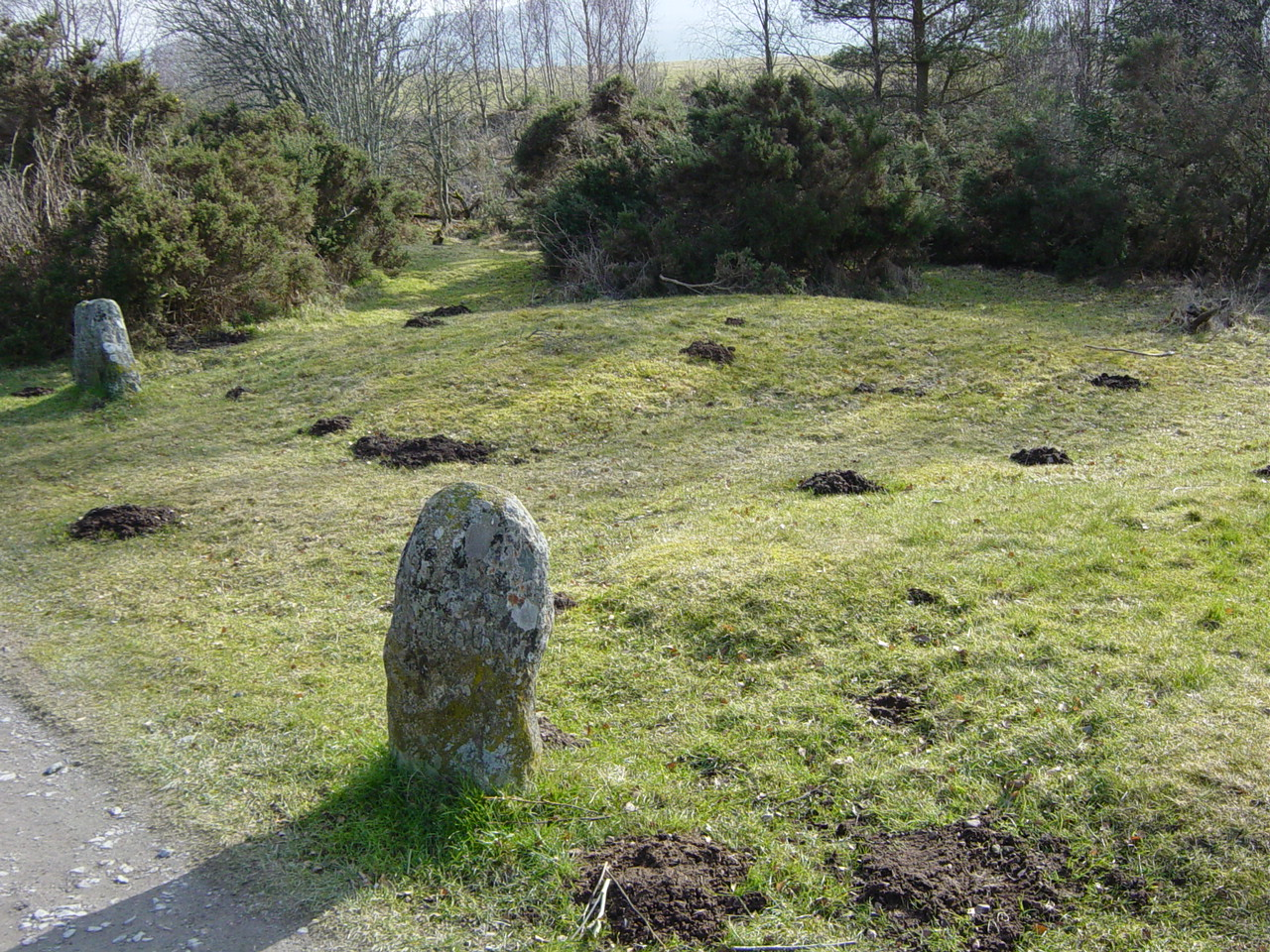
Algunes de les Tombes dels Clans, fosses comunes on es va enterrar als Highlanders caiguts en la batalla.

En contrast amb el tractament despietat mostrat cap als membres dels clans, als destacaments de soldats provinents de l'exèrcit francès se'ls va permetre una rendició formal, van ser ben tractats i van acabar sent retornats a França. Van ser considerats com a soldats regulars d'un monarca estranger, i per això subjectes a les pràctiques normals de la guerra. Els jacobites capturats, en canvi, eren considerats traïdors al rei i tractats com a tals, fins i tot malgrat que la majoria no tenien altra opció que seguir les ordres del cap del seu clan.
Els atacs contra els simpatitzants jacobites van prosseguir durant els mesos següents també en el terreny legal: es va destruir el sistema de clans mitjançant l'Acta de Proscripció, desarmats i prohibint el kilt i el tartà, l'Acta d'Abolició de Tinença va acabar amb el lligam feudal de servei militar entre membres del clan, l'Acta de Jurisdiccions Hereditàries cancel·là el poder sobirà dels caps sobre els membres del seu clan, es va prohibir la religió episcopaliana (la catòlica ja ho estava); es van destinar tropes del govern a la regió, que van construir noves casernes i carreteres per facilitar el control de la població, afegint-les a les ja construïdes pel major general George Wade després de la revolta de 1715. La prohibició de vestir kilt i tartà es va mantenir, excepte per als regiments escocesos servint a l'exèrcit britànic, així com la prohibició d'utilitzar gaites, que van ser considerades com armes de guerra.

## Ordre de batalla

### Exèrcit jacobita[5]
(Aproximadament 5.400 homes) 
- Comandant de l'exèrcit - Príncep Carles III d'Anglaterra i Escòcia

Primera línia - 3810 homes 
- Ala dreta - 1150 homes (Lord George Murray, germà del cap del Clan Murray)
  - Regiment dels Atholl Highlanders 500 homes (William Murray Lord Nairn)
  - Regiment del Clan Cameron - 400 homes (Donald Cameron de Lochiel, líder de facto del Clan Cameron)
  - Regiment del Clan Stewart de Appin - 250 homes (Charles Stewart de Ardshiel, oncle del cap del Clan Stewart de Appin)
- Centre - 1760 homes (Lord John Drummond)
  - Regiment dels Frasers de Lovat - 400 homes (Charles Fraser d'Inverallochy i el General Simon Fraser, Senyor de Lovat)
  - Regiment de la Confederació de Chatter - 350 homes (Alexander MacGillivray de Dunmaglass, cap del Clan MacGillivray, en nom de Lady Anne Farquharson MacIntosh, "Colonel Anne", dona del cap del Clan Mackintosh, Capitana del Clan chatter i filla de John Ferquharson de Invercauld)
  - Regiment del Clan Farquharson - 250 homes (James Farquharson de Balmoral, "Balmoral el Valent")
  - Regiment del Clan MacLachlan i el Clan MacLean - 290 homes (Lachlan MacLachlan de MacLachlan, cap del Clan MacLachlan i ajudant de camp del Príncep, amb Charles MacLean de Drimnin com a segon al comandament)
    - Unitat del Clan MacLeod - 120 homes (Malcolm MacLeod de Raasay) - annexat al regiment dels clans MacLachlan i MacLean

  - Regiment d'Edimburg - 200 homes (John Roy Stewart)
  - Regiment del Clan Chisholm - 150 homes (Roderick Chisholm de Comares, fill del cap del Clan Chisholm)
- Ala esquerra - 900 homes (James Drummond, 3r Duc de Perth, Cap del Clan Drummond)
  - Clan MacDonald del Clan Ranald - 200 homes (Ranald MacDonald del Clan Ranald, "Young Clanranald", fill del cap del Clan MacDonald del Clan Ranald)
  - Regiment del Clan Macdonnell de Keppoch - 200 homes (Alexander Macdonnell de Keppoch, cap del Clan Macdonnell de Keppoch)
  - Regiment del Clan Macdonnell de Glengarry - 420 homes (Donald Macdonnell de Lochgarry)
    - Unitat del Clan Grant de Glenmorriston - 80 homes (Alexander Grant de Corrimony) - annexat al regiment del Clan Macdonnell de Glengarry

Segona línia - 1190 homes (Tinent Coronel Walter Stapleton)
- Regiment del Clan Ogilvy Angus (Lord David Ogilvy, fill del cap del Clan Ogilvy)
- 1r regiment del Clan Gordon (Lord Lewis Gordon, germà del cap del Clan Gordon)
- 2n regiment del Clan Gordon (John Gordon de Glenbucket)
- Regiment del Duc de Perth (Comandament desconegut)
- Regiment Eccosais Royeaux (Lord Louis Drummond)
- Regiment de Piquers Irlandesos (Major Summa)

Tercera línia - 400 homes 
- Regiment de Kilmarnock (William Boyd, 4t Earl de Kilmarnock, cap del Clan Boyd)
- Regiment de Pitsligo (Alexander Baron Forbes de Pitsligo)
- Regiment Baggot (Comandament desconegut)
- Regiment de cavalleria de Lord Elcho (David Wemyss Lord Elcho, fill del cap del Clan Wemyss)
- Life Guards (Comandament desconegut)
- Regiment de cavalleria de FitzJames (Sir Jean McDonell)

Artilleria (Comandament desconegut)
- 2 canons de dues lliures
- 3 canons de quatre lliures
- 3 canons de sis lliures

Dels comandants enumerats:
- Donald Cameron de Lochiel, líder de facto del Clan Cameron, va resultar ferit i va haver de ser evacuat del camp;
- Charles Fraser de Inverallachie resultar mortalment ferit;
- Alexander MacGillivray de Dunmaglass, cap del Clan MacGillivray, va ser mort, amb tots excepte tres dels oficials del regiment del Clan chatter;
- Lachlan MacLachlan de MacLachlan, cap del Clan MacLachlan, va resultar mort;
- Charles MacLean de Drimnin va caure, juntament amb dos dels seus fills;
- James Drummond, 3r Duc de Perth i cap del Clan Drummond, va ser ferit de gravetat - el van treure del camp de batalla, però va morir durant la seva fugida a França;
- Alexander MacDonell de Keppoch, cap del Clan MacDonell de Keppoch, va resultar mort.

Altres persones de renom en el bàndol jacobita que van resultar mortes a Culloden van ser:
- William Drummond de Machany, 4t Vescomte de Strathallan;
- Robert Mercer de Aldi, oficial del regiment dels Atholl Highlanders;
- Gillies Mhor MACBA de Dalmagerry, que liderava els MacBeans del regiment del Clan chatter.

A Culloden van lluitar (i van morir) molts més clans dels que sembla per l'ordre de batalla.
El regiment dels Atholl Highlanders (també conegut com la Brigada d'Atholl) estava compost en gran part per membres dels clans Murray, Ferguson, Stewart de Atholl, Menzies i Robertson.
Així mateix, els regiments dels clans no estaven definits tan clarament com suggereixen els seus noms. Cal tenir en compte que:
- En el regiment del Clan Cameron havia també membres dels clans MacFie i MacMillan;
- El regiment del Clan Stewart de Appin Regiment estava format no només per membres del Clan Stewart de Appin, sinó també dels clans MacLaren, MacColl, MacInnes, MacIntyre i Livingstone;
- El regiment del Clan chatter estava format majoritàriament per membres dels clans MacIntosh, MacGillivray i MACBA, però també incloïa membres dels clans MacKinnon i MacTavish, que no eren part de la Confederació de clans Chatter;
- El regiment del Clan Macdonnell de Keppoch Regiment incloïa a més del Clan Macdonnell de Keppoch, a membres dels clans MacDonald de Glencoe (també conegut com a Clan Macian), MacGregor i MacIver;
- El regiment d'Angus de Lord Ogilvy consistia principalment en membres dels clans Ogilvy i Ramsay;
- El regiment del duc de Perth consistia principalment en membres del Clan Drummond;
- El regiment de Kilmarnock consistia principalment en membres del Clan Boyd;
- El regiment de Pitsligo consistia principalment en membres del Clan Forbes;
- I Lord Elcho's Horse estava format principalment per membres del Clan Wemyss.

### Exèrcit governamental britànic
Comandant de l'exèrcit - Príncep Guillem August, Duc de Cumberland
- Primera línia - Earl d'Abermale
  - dragons de Kerr (protegint el flanc esquerre, liderats per Lord Mark Kerr, cap del Clan Kerr).
  - Quart Regiment de peu (Barrella's 4th, King's Own) (liderats per Lord Robert del Clan Kerr)
  - 37é Regiment de peu, de Lord Munro (liderats pel Coronel de Jean)
  - 21é Regiment de peu del Clan Campbell (liderats per Carles, cap del Clan Colville)
  - 14 º Regiment de peu (liderats per Price)
  - 34é Regiment de peu (Cumberland liderats per Cholmondley)
  - Els Royal Scots (liderats per Charles Cathcart del Clan Cathcart, i James Sinclair del Clan Sinclair)

- Segona línia - Major General John Husker 
  - 25é Regiment de peu, del Clan Sempill (liderats per Hugh, líder del Clan Sempill).
  - 8é Regiment de peu, liderats pel Tinent Coronel James Wolfe
  - 20é Regiment de peu, liderats per Bligh
  - 48é Regiment de peu, liderats per Conway
  - 36é Regiment de peu, liderats per Fleming
  - 3é Regiment de peu, liderats per Howard

- Tercera línia - Brigadier General John Mordaunt
  - 27é Regiment de peu, d'Irlanda, liderats per Blakeney
  - 62é Regiment de peu, liderats per Battereau
  - 13é Regiment de peu, liderats per Pulteney
  - Artilleria Reial, liderada per Cunningham del Clan Cunningham
    - 10 canons de 3 lliures

  - Milícia del Clan Campbell, liderats pel Coronel Jack Campbell
  - Dragons de Cobham
  - Regiment a Cavall de Kingston

Dels oficials britànics presents, Lord Robert Kerr va resultar mort. El Coronel Rich, que servia al 4é Regiment de peu, va perdre la mà esquerra i va ser ferit de gravetat al cap per un espadatxí jacobita. Alguns capitans i tinents van patir ferides de diversa consideració.
La majoria de baixes sofertes pels britànics es van donar en el 4t Regiment de peu. Dels 438 homes presents en el camp, 17 van ser morts i 108 ferits.